# الفرقة 30 مشاة
الفرقة 30 مشاة وتُعرف كذلك باسم القوات السورية الجديدة هيَ جماعة معارضة سورية شكلتها الولايات المتحدة في منتصف عام 2015 خلال الحرب الأهلية السورية مع غرض محدد وهوَ قِتال تنظيم الدولة الإسلامية (داعش) في شمال غرب سوريا.

## التاريخ

### الوحدات الأولى
بدأَ البرنامج من خلال تدريب حوالي 400 من الثوار السوريين الذين سافروا إلى الحدود مع تركيا على أمل الانضمام إلى البرنامج. في حقيقة الأمر فشلَ العديد منهم في الانضمام إلى البرنامج. بحلول 7 مايو 2015 ذكرَ وزير الدفاع الأمريكي أشتون كارتر أنّ ما يقرب من 90 مقاتلًا قد بدأوا التدريب فعلًا فيمَا ستبدأُ المجموعة الثانية التدريب في الأسابيع القليلة المقبلة. يتمّ تدريب المقاتلين من أجلِ مواجهة عناصر تنظيم داعش بدلا من القوات المسلحة السورية. جديرٌ بالذكر هنا أنّ تركيا، العربية السعودية، قطر والأردن قد فتحوا مواقع تدريب من أجل المُساهمة في إنجاح البرنامج.
بحلول 12 تموز/يوليو 2015؛ تخرّجَ 54 مقاتلًا من الدُفعة الأولى من البرنامج بقيادة بعضِ التركمان السوريين الذين انشقوا عن الجيش السوري ثمّ عبروا من تركيا إلى سوريا في 30 قافلة حسب ما جاءَ في وسائل الإعلام التُركيّة. نسّقت هذه الفرقة معَ الولايات المتحدة خاصّة في مسألة الضربات الجوية ضد داعش. حصلَ كلّ مقاتلٍ في الفرقة على بندقية إم 16 و400 دولار أمريكي وكذا 400 ليرة تركية. بحلول 28 تموز/يوليو 2015؛ اختُطفَ نديم الحسن وعدد غير محدد من أصدقائهِ من قِبل أعضاء من جبهة النصرة أثناء عودتهم من اجتماع عُقد في أعزاز. أصدرت الفرقة بيانًا علنيًا دعت فيه المجموعة إلى الإفراج عنهم.
في آب/أغسطس من عام 2015؛ اتخذت الفرقة 30 مشاة مقرًا لها في سوريا لكنه هوجمَ من قِبل جبهة النصرة التابعة لتنظيم القاعدة في سوريا وتمّ مجددًا اختطاف عددٍ من أعضائها. في وقت لاحق من هجوم النصرة؛ قصفت الطائرات الحربية التابِعة لحكومة الأسد المقر مما دفعَ باقي الأعضاء إلى الفرار والانضمامِ إلى جماعات ثورية أخرى في الداخلِ السوري.
بحسب مصادر سورية؛ فإنّ الجماعة قد خرّجت 75 مقاتلًا جديدًا في مخيم بالقرب من العاصمة التركية ثم عبروا من خلال باب سلامة الحدودي ودخلوا محافظة حلب متوجهين إلى بلدة تل رفعت في حينَ ذهب بعضهم إلى دعم لواء صقور الجبل. دخلَ الفريق في قافلة مكوّنة من عشرات السيارات والأسلحة الخفيفة والذخائر تحت غطاء جوي من التحالف الذي تقوده الولايات المتحدة.

### الوحدات الثانيّة
في أيلول/سبتمبر 2015 تمّ تخريجُ مجموعة ثانية من فِرقة 30 مُشاة تتكون من 75 مقاتلًا و12 تويوتا وشاحنات البيك أب هذا فضلا عن مدافع رشاشة متوسطة وذخائر. عبرت الفِرقة الحدود السورية التركية ثم قُبض عليهم من قِبل الجبهة الشامية. انتهى الأمر من خلال تخلي الفرقة على الكثير من أسلحتها لِصالح جبهة النصرة من أجل تأمين مرور أبعد إلى داخل سوريا.
بحلول نهاية أيلول/سبتمبر 2015 ذكرّ الجنرال لويد أوستن رئيس القيادة المركزية الأمريكية أنّه لم يعد هناكّ سوى 30 من فرقة المشاة في مكان غير معروف وذلكَ بعدما توقفت الولايات المتحدة عن تمويل المجموعة.
في 17 تشرين الثاني/نوفمبر 2015 ظهرَ أعضاءٌ من الفرقة 30 مشاة في فيديو أعلنوا فيه عن انضمامهم لقوات سوريا الديمقراطية في محافظات حلب وشمال إدلب إلى جانب أعضاء آخرين من جيش الثوار ووحدات حماية الشعب. ومع ذلك؛ فإنّ قيادة الفرقة قد نفت انضمامها لوحدات حماية الشعب.
في كانون الأول/ديسمبر 2015 انضمّ بعضُ مقاتلي الفرقة إلى لواء المعتصم في شمال حلب بعدما تمّ تدريبهم وتجهيزهم من قِبل وزارة الدفاع الأمريكية.
في مايو 2016؛ أصدرت جبهة النصرة بيانًا أكدت فيه على احتجازها لـ 7 من عناصر الفرقة 30 مشاة بما في ذلك قائد الفرقة الذي لا يزالُ يقبعُ في السجن.